# Metropolitan Borough of Bury
Metropolitan Borough of Bury är ett storstadsdistrikt (kommun) i Greater Manchester i England,  Storbritannien. Distriktet har 194 606 invånare (2022). 
Större orter är  Bury (huvudort), Prestwich, Radcliffe, Ramsbottom och Whitefield.

## Vänorter
- Datong, Kina
- Angoulême, Charente, Frankrike
- Tulle, Corrèze, Frankrike
- Schorndorf, Tyskland
- Woodbury, New Jersey, USA